# Microzargus
Microzargus es un  género de coleópteros adéfagos de la familia Carabidae.

## Especies
Comprende las siguientes especies:
- Microzargus hartmanni Sciaky & Facchini, 1997
- Microzargus nepalensis Sciaky & Facchini, 1997
- Microzargus schmidti Sciaky & Facchini, 1997
- Microzargus sichuanus Sciaky & Facchini, 1997